# Вулька-Войцешковська
Вулька-Войцешковська (пол. Wólka Wojcieszkowska) — село в Польщі, у гміні Сецехув Козеницького повіту Мазовецького воєводства.
Населення — 71 особа (2011).
У 1975-1998 роках село належало до Радомського воєводства.

## Демографія
Демографічна структура станом на 31 березня 2011 року:
|          | Загалом | Допрацездатний вік | Працездатний вік | Постпрацездатний вік |
| -------- | ------- | ------------------ | ---------------- | -------------------- |
| Чоловіки | 38      | 6                  | 25               | 7                    |
| Жінки    | 33      | 3                  | 18               | 12                   |
| Разом    | 71      | 9                  | 43               | 19                   |